# 黃色房間的秘密
《黃色房間之謎》是卡斯頓·勒胡所著的推理小說，是最早期的密室推理之一。黃色房間之謎原先於1907年9月至11月在雜誌L'Illustration上連載，在1908年才集結成書。作為著名的密室推理小說，此書曾經多次被改編成電影，當中包括1919年、1930年、1947年、1949年及2003年。

## 故事簡介
著名學者桑傑森的女兒在密室內遇襲，記者胡爾達必奉報社之名調查，與保安局的大偵探拉桑角力。眾人住在桑傑森的城堡裡調查，其中一晚，胡爾達必在桑傑森小姐房間遇到兇手，胡爾達必要求其他人在走廊上協助捉拿兇手，但兇手卻在走廊上突然消失，令人大惑不解。又一個晚上，兇手再次出現，所有人一同追捕兇手，把兇手追到庭園的角落，兇手又一次表演消失的技倆。胡爾達必於是決定到美國追查兇手的身分。
直至法庭開審之日，胡爾達必才回來指證兇手是大偵探拉桑。桑傑森小姐因為有把柄落在拉桑手上，才不敢指證拉桑。

## 续集
- 《黑衣女子的香氣》（Le parfum de la dame en noir, 1908）